# Bolko II van Opole
Bolko II van Opole (circa 1300 - 21 juni 1356) was van 1313 tot 1356 hertog van Opole. Hij behoorde tot de Silezische tak van het huis Piasten.

## Levensloop
Hij was de tweede zoon van hertog Bolko I van Opole en diens echtgenote Agnes, vermoedelijk een dochter van markgraaf Otto III van Brandenburg. 
Na de dood van zijn vader in 1313 erfden Bolko en zijn jongere broer Albrecht het hertogdom Opole. Omdat beide broers nog minderjarig waren, werd hun oudste broer, hertog Bolesław van Falkenberg, in hun naam regent. Nadat beide broers in 1323 volwassen werden verklaard, besloten ze om hun gezamenlijk domein onderling te verdelen. Albrecht kreeg het hertogdom Strehlitz, terwijl Bolko II het hertogdom Opole behield.
Via zijn huwelijk met Elisabeth, dochter van hertog Bernard van Schweidnitz, had Bolko II aanvankelijk nauwe connecties met koning Wladislaus de Korte van Polen. De alliantie duurde echter niet lang en op 5 april 1327 legde hij in Breslau een eed van trouw af aan koning Jan de Blinde van Bohemen. Hij was daarmee een van de laatste hertogen van Silezië die vazal werd van de Boheemse koning.
Tijdens zijn regering hield Bolko zich voornamelijk bezig met de economische ontwikkeling van zijn domeinen. Hij introduceerde Duitse wetten in zijn steden (zoals het Maagdenburgs recht), ondersteunde de handel en verzorgde de staat van de wegen, waarmee hij de veiligheid van reizigers wilde garanderen. Door de goede economie van zijn domeinen kon hij ook meer landerijen bemachtigen. Zo kocht hij in 1351 de steden Pitschen en Kreuzburg van hertog Wenceslaus I van Liegnitz en kocht hij het district Slawentzitz van hertog Bolesław van Bytom.
Bolko II was ook nauw verbonden met het franciscanenklooster van Opole. Binnen het klooster liet hij de Sint-Annakapel bouwen, dat het familiegraf van de hertogen van Opole werd. Na zijn dood in 1356 werd hij hier dan ook begraven.

## Huwelijken en nakomelingen
Op 6 mei 1326 huwde Bolko II met Elisabeth (1315-1348), dochter van hertog Bernard van Schweidnitz. Ze kregen volgende kinderen:
- Wladislaus II (1332-1401), hertog van Opole
- Bolko III (1337-1382), hertog van Opole
- Hendrik (circa 1338 - circa 1365), kanunnik van de Sint-Vituskathedraal in Praag
- Cunigunde (1340 - na 1372), zuster in het Sint-Claraklooster van Boeda
- Elisabeth (circa 1342/1347 - na 1382), zuster in het klooster van Trebnitz
- Anna (circa 1348 - na 1411), zuster in het Sint-Claraklooster van Breslau

Na de dood van zijn eerste vrouw hertrouwde hij met een vrouw waarvan de identiteit onbekend is. Ze kregen een dochter Agnes (overleden in 1409), die huwde met markgraaf Jobst van Moravië.